# Боско Сончина (Павија)
Боско Сончина је насеље у Италији у округу Павија, региону Ломбардија.
Према процени из 2011. у насељу је живело 72 становника. Насеље се налази на надморској висини од 51 м.